# 아크리플라빈
아크리플라빈(Acriflavine)은 콜타르에서 추출한 염료로, 국소 소독제와 관상어의 진균 감염 치료제로 사용된다. 파울 에를리히에 의해 개발되어 항생제 대신 사용되었으며 1930년대에는 임질 치료제로 사용되기도 했다. 눈이나 호흡기로 흡입시 유해할 수 있으며, 피부를 물들이거나 자극할 수 있다. 프로플라빈과 혼합하여 사용되며 아크리플라빈의 상업적 이름으로 쓰이기도 한다.
아크리플라빈은 1912년 독일 연구자인 파울 에를리히에 의해 개발되었으며, 1차 세계 대전 당시 아프리카 수면병의 기생충을 제거하기 위한 치료제로 사용되었다. 세균과 바이러스의 핵산 사이로 끼어드는 층간삽입(intercalating) 작용을 하여 이들의 성장을 억제하는 작용을 한다. 이후 미생물의 억제 역할은 다른 항생제들로 대체되었으나 암의 증식을 방해하는 작용이 발견되었다. 종양은 성장하면서 주변 조직의 영양분을 흡수하여 저산소 상태를 만드는데, 아크리플라빈은 저산소 상태에서 혈관 형성에 기여하는 HIF-1을 방해하는 작용을 한다. 혈액으로부터 영양분 흡수를 못하게 되는 종양은 증식이 억제되게 된다. 관상어와 관상어의 알에 원충과 진균 감염을 치료하는 효과가 있으며 알에 대한 곰팡이 생성을 막기도 하며 오디늄, 컬럼나리스 병, 꼬리녹음병, 물곰팡이 등의 병들을 치료하는 데 사용된다. 하지만 식물이나 무척추 동물에게는 치명적일 수 있다.
아크리플라빈은 아크리딘의 유도체이며, 염산 염 형태의 아크리플라빈은 자연상태의 아크리딘보다 자극성이 크다.